# Solmspark

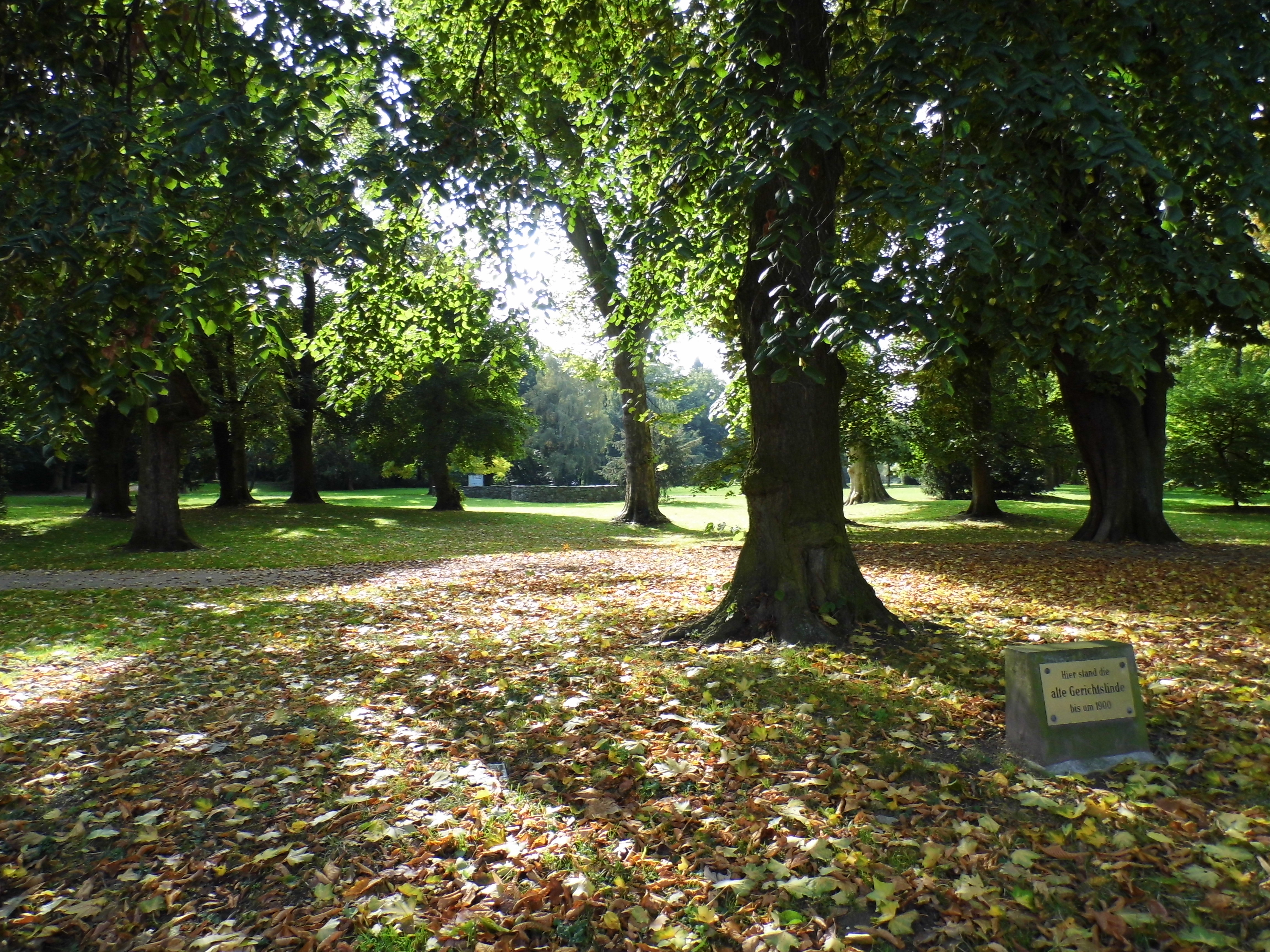
Solmspark

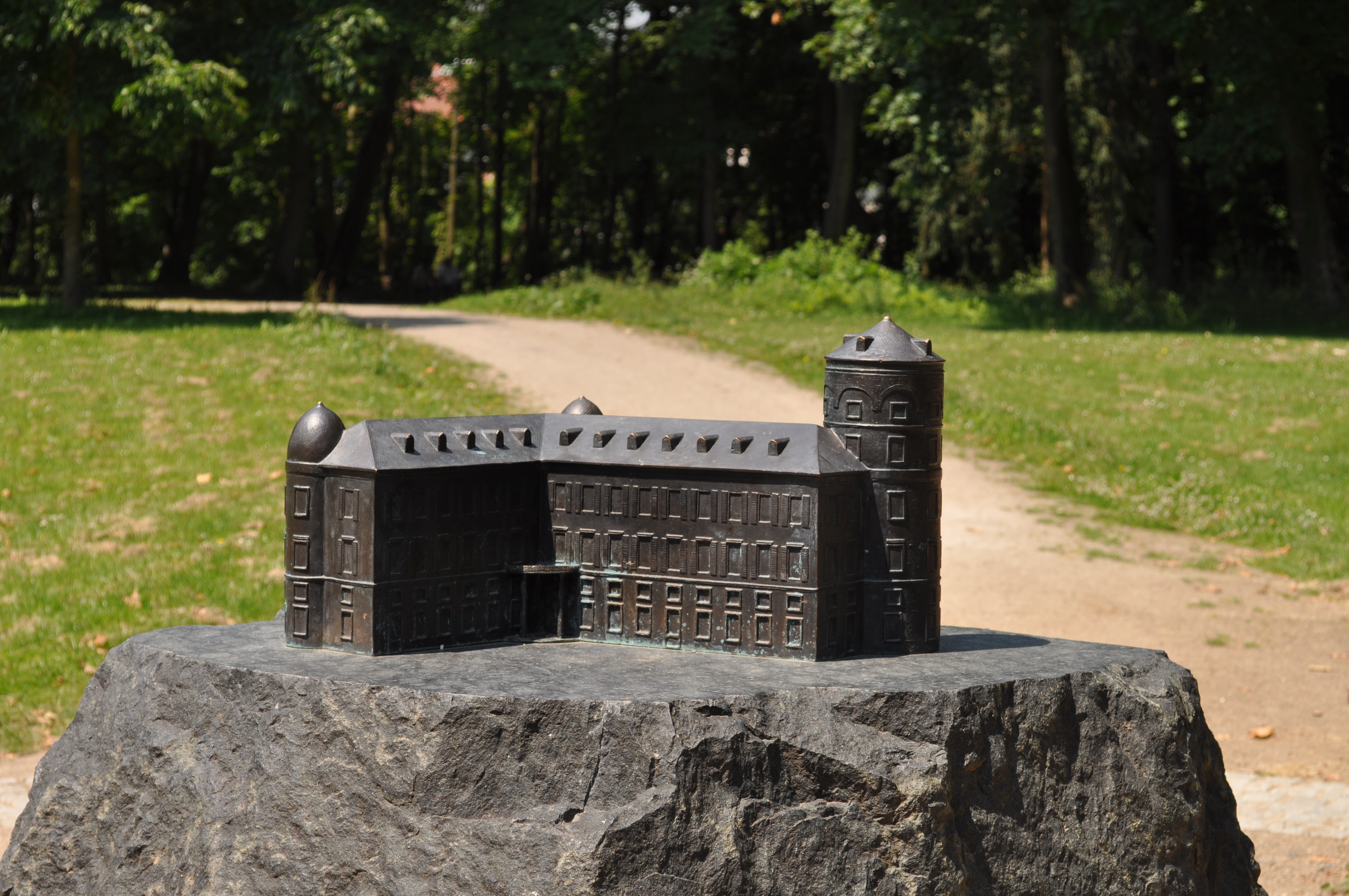
Nachbildung der Burg Rödelheim

Der Solmspark ist neben dem Brentanopark einer der beiden großen Parks im Frankfurter Stadtteil Rödelheim. Er ist etwa fünf Hektar groß.

## Lage
Der Solmspark liegt auf einer Insel zwischen dem Fluss Nidda und dessen Seitenarm Mühlgraben. Im Nordosten ist der Park begrenzt von der Straße Auf der Insel, an seiner Südwestspitze mündet der Mühlgraben, der den Park östlich umfließt, wieder in die Nidda. Der Park wurde im Jahr 1879 um das Rödelheimer Schloss der Grafen von Solms angelegt.

## Geschichte
Die Geschichte der Insel, auf welcher der Park liegt, reicht bis ins 12. Jahrhundert zurück. Ehemals stand hier eine Wasserburg, die im Jahre 1463 in den Besitz der Grafen von Solms überging. Die Burg wurde 1864 durch ein klassizistisches Schloss ersetzt. Ein Wassergraben, dessen ehemaliger Lauf heute noch teilweise im Park sichtbar ist, wurde zugeschüttet. Seit 1800 hatte man auf dem Areal Obstbäume kultiviert und später einen barocken Lustgarten angelegt. Bis 1879 wurde der Park zum klassischen Landschaftspark um das Rödelheimer Schloss umgestaltet.
Im Jahre 1935 ging der Park in den Besitz der Stadt Frankfurt über. Der Natur- und Vogelschutz erhielt einen besonderen Schwerpunkt, die Frankfurter Vogelwarte zog in das Schloss ein, welches 1943 bei Bombenangriffen zerstört wurde. Die Ruinen wurden 1953 geräumt und der Park anschließend um den vorhandenen alten Baumbestand neu gestaltet. Er steht seit 1986 unter Denkmalschutz.

Heute verfügt der Park neben seinem alten Baumbestand über ausgedehnte Wiesenflächen. Er liegt am Radwegenetz des Frankfurter Grüngürtels. Für Kinder gibt es einen Spielplatz. Eine Besonderheit ist der nachgebildete Grundriss des im Zweiten Weltkrieg bei den Luftangriffen auf Frankfurt am Main zerstörten Schlosses. Hier stehen Bänke, ein Bronzemodell des Schlosses und eine Hinweistafel. Nähere Informationen über den Baumbestand (Art und Pflanzdatum) können online im Baumkataster Frankfurt abgerufen werden.

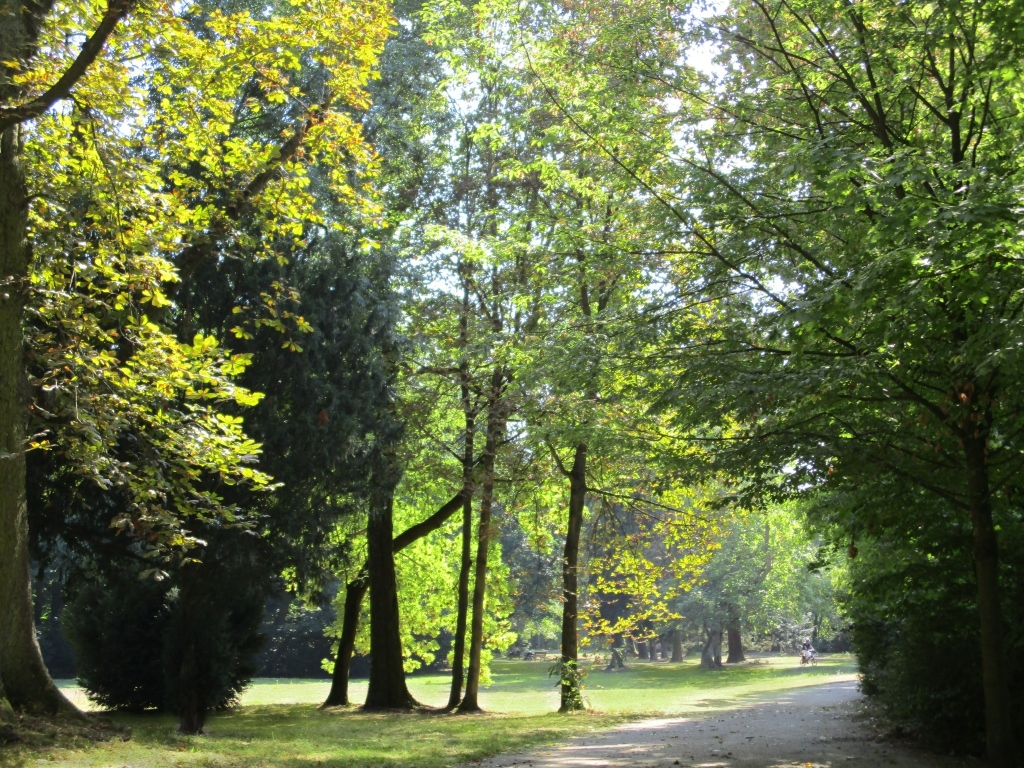
Westlicher Parkweg
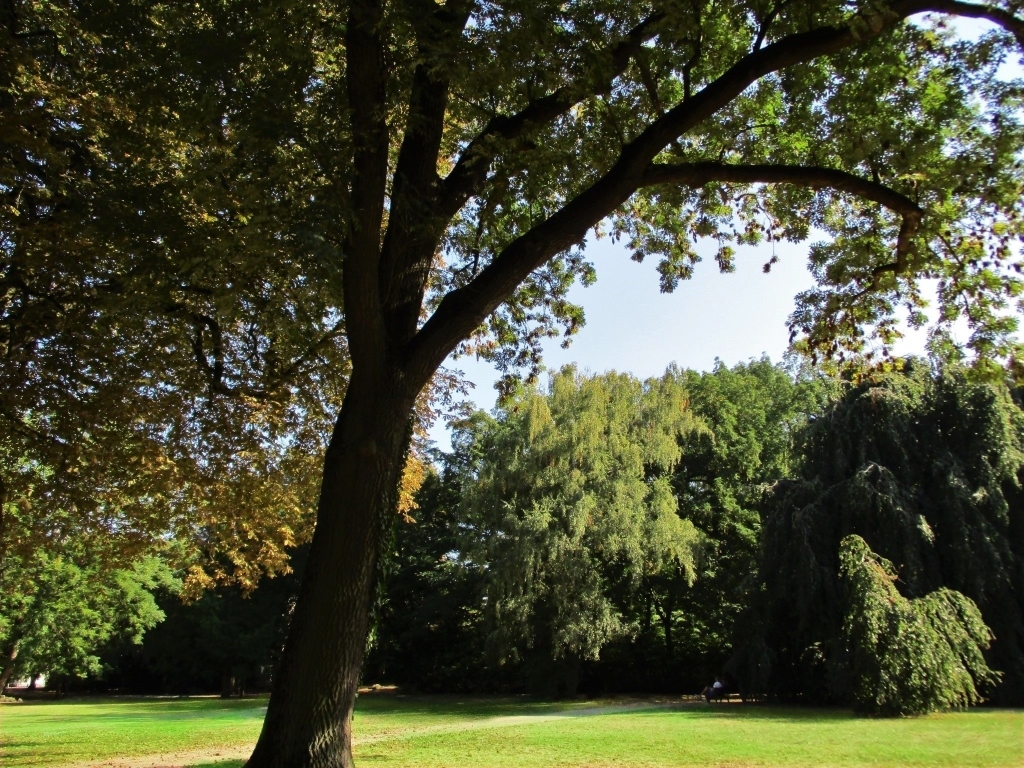
Parkansicht
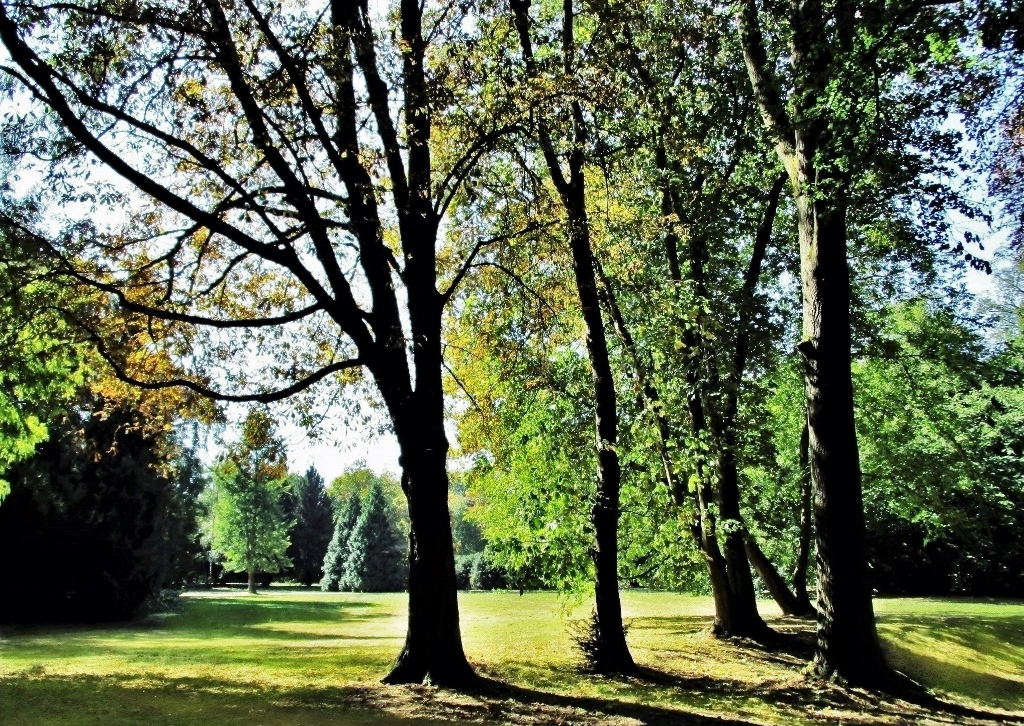
Parkansicht
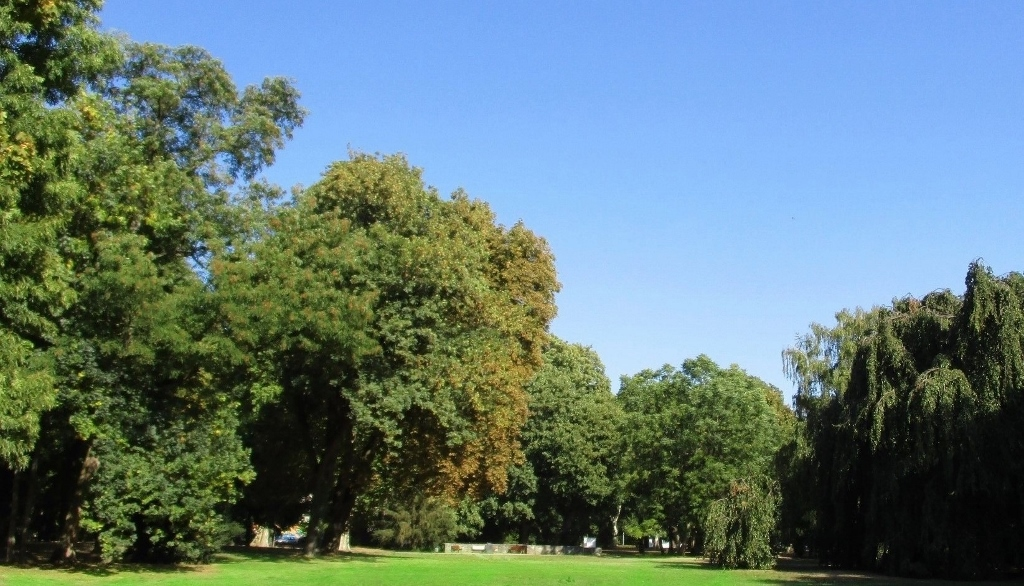
Blick Richtung Burgmodell
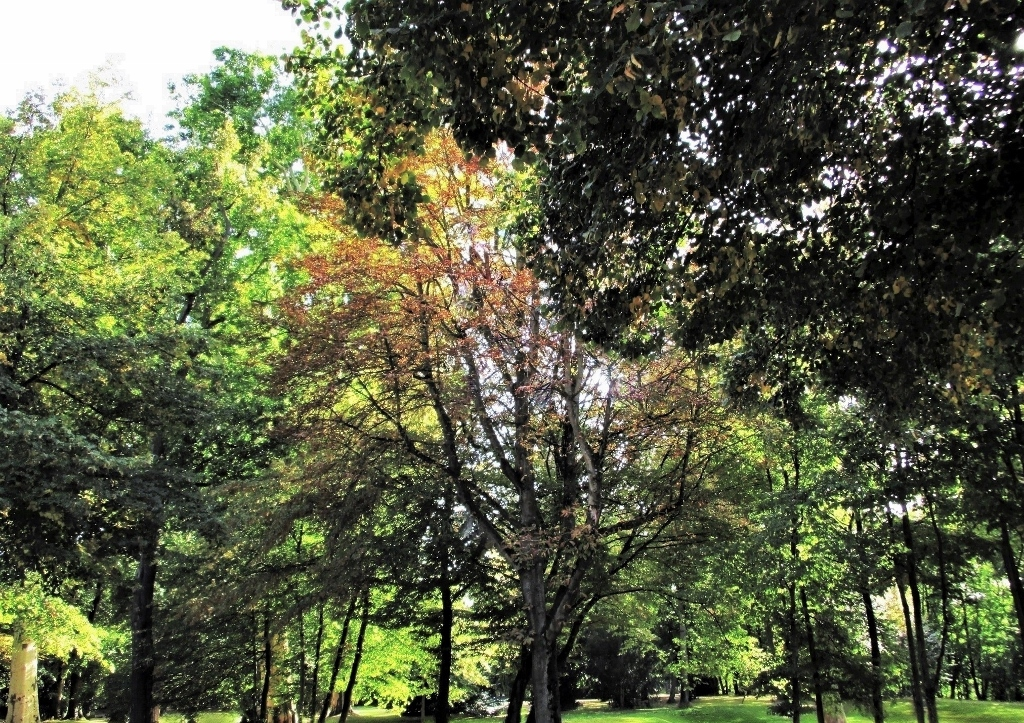
Parkansicht von der Straße aus